# Bulbophyllum lucidum
Bulbophyllum lucidum là một loài phong lan thuộc chi Bulbophyllum.